# Đảo chính Zimbabwe 2017
Lỗi Lua trong Mô_đun:Location_map tại dòng 481: Giá trị tọa độ dạng sai.
Vào tối ngày 14 tháng 11 năm 2017, các thành viên của Quân đội Quốc gia Zimbabwe tụ tập quanh Harare, thủ đô Zimbabwe, và nắm quyền kiểm soát Hãng truyền hình Zimbabwe (Zimbabwe Broadcasting Corporation) và các khu vực khác của thành phố. Ngày hôm sau, họ đưa ra tuyên bố nói rằng đó không phải là cuộc đảo chính và Tổng thống Robert Mugabe an toàn, mặc dù tình hình sẽ trở lại bình thường sau khi họ đã giải quyết những người mà họ cho là "bọn tội phạm" xung quanh Mugabe chịu trách nhiệm về các vấn đề kinh tế-xã hội của Zimbabwe. Jacob Zuma, Tổng thống Nam Phi, đã gọi điện cho Mugabe và xác nhận rằng Mugabe "vẫn tốt", nhưng bị quản thúc tại gia.
Cuộc đảo chính diễn ra giữa lúc căng thẳng trong đảng cầm quyền ZANU-PF giữa cựu Phó Tổng thống Emmerson Mnangagwa, người được hậu thuẫn bởi quân đội, và Đệ nhất phu nhân Grace Mugabe, được hậu thuẫn của phe G40 trẻ tuổi hơn, ủng hộ cho Tổng thống Mugabe. Một tuần sau khi Mnangagwa bị cách chức và buộc phải trốn khỏi đất nước, và 1 ngày trước khi quân đội chuyển đến Harare, chỉ huy quân đội Constantino Chiwenga đã đưa ra tuyên bố rằng việc thanh trừng các quan chức cao cấp ZANU-PF như Mnangagwa phải dừng lại.

## Bối cảnh

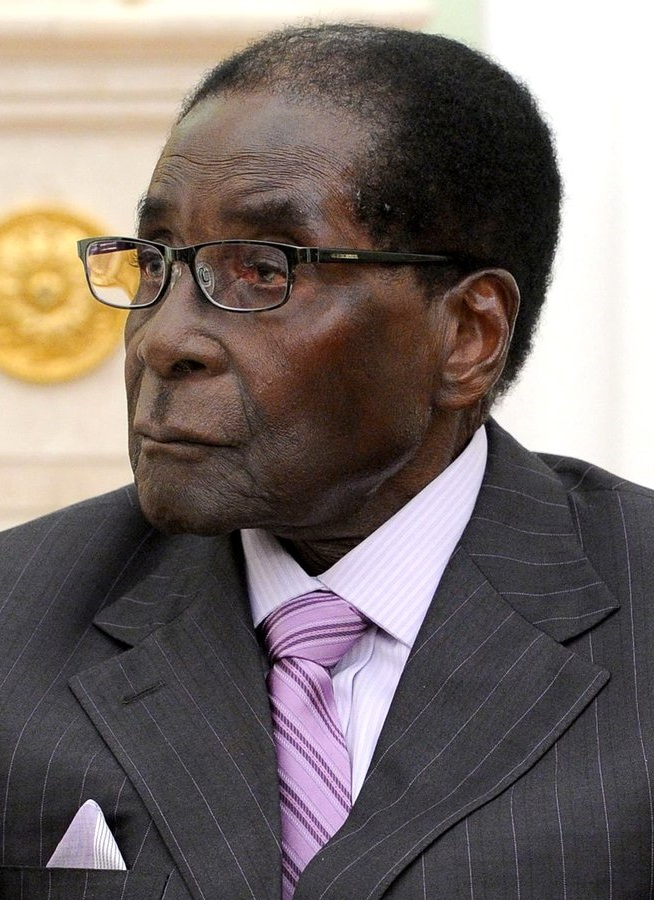
Tổng thống Robert Mugabe (sinh năm 1924), người đã lãnh đạo Zimbabwe từ năm 1980

Trong tuần đầu tiên của tháng 10 năm 2017, căng thẳng giữa Phó Tổng thống Emmerson Mnangagwa và Grace Mugabe, hai nhân vật lãnh đạo để thay thế Roberto Mugabe, 93 tuổi, là Tổng thống Zimbabwe, đã được thể hiện một cách nổi bật trong công chúng. Ông Mnangagwa, người ủng hộ ông Mugabe, người từng là đồng minh của ông kể từ cuộc chiến tranh giành độc lập Zimbabwe vào những năm 1960, nói rằng các bác sĩ đã xác nhận rằng ông đã bị đầu độc trong cuộc biểu tình chính trị tháng 8 năm 2017 dưới sự chỉ đạo của tổng thống và phải được đưa lên máy bay một bệnh viện ở Nam Phi để điều trị. Tuy nhiên, ông cũng cam kết trung thành với đảng ZANU-PF và Tổng thống Mugabe, và nói rằng câu chuyện được lan truyền bởi những người ủng hộ ông rằng Grace Mugabe ra lệnh cho vụ ngộ độc thông qua một trang trại sản xuất bơ mà bà kiểm soát là không đúng sự thật.
Grace Mugabe đã phủ nhận những cáo buộc về vụ đầu độc như vô lý và hùng biện "Ai là Mnangagwa, ông ấy là ai?" Phelekezela Mphoko, Phó tổng thống của Zimbabwe, đã chỉ trích Mnangagwa, nói rằng những bình luận của ông về vụ việc Tháng Tám là một phần trong nỗ lực làm suy yếu đất nước, quyền lực của tổng thống, và chia ZANU-PF, vì các bác sĩ đã thực sự kết luận rằng thực phẩm bị lỗi là để đổ lỗi. Vào ngày 6 tháng 10, Grace Mugabe bắt đầu viết kịch bản trong một bài diễn thuyết kế hoạch tại Harare để tấn công Mnangagwa, nói rằng những người ủng hộ cô ấy liên tục nhận được những lời đe dọa rằng nếu Mnangagwa không thành công với Mugabe, họ sẽ bị giết, và phe ủng hộ Mnangagwa đang lên kế hoạch cho một đảo chính.
Tại một cuộc mít tinh vào ngày 4 tháng 11, Tổng thống Mugabe đã công khai khiển trách Mnangagwa lần đầu tiên. Trong cùng một cuộc mít tinh, Grace Mugabe gọi ông là một "kẻ đảo chính" và một "kẻ hèn nhát". Tổng thống đã cách chức Mnangagwa vào ngày 6 tháng 11. Một tuyên bố của Bộ trưởng Thông tin Simon Khaya-Moyo nói rằng Mnangagwa đã "kiên định và kiên trì bày tỏ những đặc điểm của sự không trung thành, thiếu tôn trọng, lừa dối và không tin tưởng." Mnangagwa sau đó đã rời đất nước và sống lưu vong ở Nam Phi, nhưng thề sẽ trở lại đất nước và kêu gọi các thành viên ZANU-PF từ bỏ tổng thống. Sau khi Mnangagwa sống lưu, hơn một trăm người ủng hộ cao cấp của ông đã trở thành mục tiêu cho các biện pháp trừng phạt bởi những người ủng hộ Grace Mugabe. 
Việc cách chức Mnangagwa đã khiến Grace Mugabe và phu quân thế hệ 40 (G40) của các sĩ quan ZANU-PF trẻ hơn trở thành đối thủ duy nhất có thể là người thừa kế Robert Mugabe. Mnagagawa là một trong những đồng minh chính trị cuối cùng của Mugabe, người đã ở lại với ông kể từ khi độc lập năm 1980, và được sự hỗ trợ của một số tướng quân trong quân đội Zimbabwe, người đã tuyên bố công khai rằng chỉ có một cựu chiến binh của cuộc chiến giành độc lập cần cai trị đất nước và sẽ loại trừ Grace Mugabe. Mặc dù Mugabe đã phụ thuộc vào sự hỗ trợ của quân đội để duy trì chế độ của mình, nhưng trong vài năm gần đây, ông đã thực hiện thay thế một cách có hệ thống các cựu chiến binh cũ từ cuộc chiến giành độc lập ở các vị trí quan trọng của Đảng ZANU-PF bằng các quan chức trẻ hơn, những người không chiến đấu trong chiến tranh. Động thái này được xem là có rủi ro vì Grace Mugabe là một nhân vật bị cho là gây chia rẽ ở Zimbabwe và không được sự hỗ trợ của các quan chức cao cấp của ZANU-PF trong thời kỳ giải phóng tại khu vực Nam Phi.
Ngày 13 tháng 11, tổng tư lệnh quân đội Zimbabwe Constantino Chiwenga đã mở một cuộc họp báo tại trụ sở quân đội, nơi ông đọc một tuyên bố nói rằng quân đội sẽ can thiệp nếu các đồng minh chính trị lâu năm của họ tiếp tục được nhắm mục tiêu. Ông gọi những sự kiện gần đây là "những kẻ lừa đảo kỳ quái" và nói rằng quân đội "sẽ không ngần ngại bước vào" nếu cần thiết để bảo vệ cuộc cách mạng Zimbabwe. Chiwenga cũng kêu gọi mọi người tham dự Đại hội Đảng ZANU-P tháng 12 năm 2017 để thực hiện các quyền dân chủ và đảng đã bị thám sát bởi những người phản cách mạng. Ông cũng nói rằng việc đấu đá nội bộ và thanh trừng tại ZANU-PF đã dẫn đến sự hỗn loạn và "không có sự phát triển có ý nghĩa nào trong nước trong 5 năm qua". Bản tuyên bố này được đưa ra với 90 quan chức cao cấp từ các đơn vị quan trọng của quốc gia Zimbabwe Quân đội hiện diện để trình bày một hình ảnh thống nhất quân đội. Bản tuyên bố này đã được phát sóng trên Tổng công ty phát thanh truyền hình của Zimbabwe, nhưng phát thanh trên không, mặc dù ban đầu không có phản hồi chính thức từ chính phủ.

## Diễn biến
Vào thứ Ba, ngày 14 tháng 11, những chiếc xe bọc thép quân sự đã được phát hiện trên các con đường quanh Harare, thủ đô của Zimbabwe, và lái xe trong đoàn xe qua thành phố. Cùng ngày, Kudzanayi Chipanga, lãnh đạo của nhóm thanh niên Đảng ZANU-PF cầm quyền, ủng hộ Grace Mugabe, nói rằng Đoàn Thanh niên đã "sẵn sàng chết" để ngăn cản quân đội không làm đảo chính Mugabe và chọn nhà lãnh đạo mới, và rằng các tướng sẽ từ chức nếu họ không hài lòng với quy tắc của Mugabe Mugabe đã tham dự cuộc họp hàng tuần của nội các Zimbabwe vào cùng buổi chiều ngày 14/11. Vào buổi tối sớm sau cuộc họp nội các, ông Simon Khaya-Moyo đã nói chuyện với ZANU-PF và cáo buộc tướng quân Chiwenga phản bội và kích động nổi dậy.
Tối hôm đó, quân lính chiếm giữ các văn phòng của hãng phát thanh quốc gia Harare, Tổng công ty phát thanh truyền hình Zimbabwe (ZBC), và khống chế một số nhân viên của hãng. Người lao động tại ZBC sau đó đã nói rằng họ không phải lo lắng và quân đội đang bảo vệ đài truyền hình. Theo quân đội, lý do hành động của nó là vì ZBC đã ra lệnh không phát lệnh tuyên bố của quân đội vào thứ hai. 
Lúc 5 giờ sáng thứ Tư, ngày 15 tháng 11, Thiếu tá SB Moyo, chỉ huy trưởng quân đội và đồng minh của Chiwenga, đã phát biểu nhân danh lực lượng Phòng vệ Zimbabwe trong một chương trình phát sóng trên ZBC. Moyo khẳng định rằng nó không phải là một cuộc đảo chính quân sự và Tổng thống Mugabe đã được an toàn. Tuy nhiên, tuyên bố cũng nói rằng quân đội "nhắm mục tiêu bọn tội phạm" xung quanh Mugabe chịu trách nhiệm về các vấn đề kinh tế, xã hội của đất nước, và rằng sau khi họ đạt được mục đích, tình hình sẽ trở lại bình thường. Moyo tuyên bố rằng tất cả các phép nghỉ quân sự đã bị hủy bỏ, binh lính nên trở về doanh trại của họ, lực lượng an ninh nên "hợp tác vì lợi ích của đất nước chúng ta" và rằng "bất kỳ hành động khiêu khích sẽ được đáp trả bằng một hành động thích hợp". Moyo cũng nói rằng sự độc lập của hệ thống tư pháp Zimbabwe đã được bảo đảm và người dân nên giữ bình tĩnh và tránh những biến động không cần thiết.
Sau bài phát biểu, quân đội bắt giữ Ignatius Chombo, Bộ trưởng Tài chính Zimbabwe và lãnh đạo G40, phe cánh Grace Mugabe của ZANU-PF. Theo tờ The Times của Nam Phi, các bộ trưởng nội các khác và những người lãnh đạo G40 bao gồm Jonathan Moyo, Bộ trưởng Bộ giáo dục và Savior Kasukuwere, Bộ trưởng các chính quyền địa phương đã bị bắt giữ.
Sáng sớm hôm đó, người dân nghe thấy tiếng súng và pháo binh ở vùng ngoại ô phía Bắc của Harare, nơi mà nhiều quan chức chính phủ, trong đó có tổng thống, có nhà ở của họ. Được biết, hai nhà báo bị tấn công bởi quân đội trong khi bao vây cuộc đảo chính, và nhập viện. Theo Agence France-Presse, một nhân chứng nghe tiếng súng nổ gần ngôi nhà riêng của Mugabe ở ngoại ô Borrowdale. Reuters loan tin một vụ nổ gần với khuôn viên chính của Đại học Zimbabwe.
Suốt buổi sáng thứ Tư, các đài truyền hình và đài phát thanh do chính quyền Zimbabwe kiểm soát chỉ đơn giản là phát lại tuyên bố của Thiếu tướng Moyo mà không có tin tức cập nhật nữa và đã chơi những bài ca yêu nước từ thập niên 1980 về độc lập dân tộc cùng với chương trình bình thường. Báo The Herald, thuộc sở hữu của chính quyền Zimbabwe chạy các dòng tít hạ thấp các hành động của quân đội và website của tờ báo đã chạy một blog trực tuyến dưới dòng tiêu đề "Sống và phát triển: Không có cuộc tiếp quản quân sự ở Zimbabwe."
Chiều thứ 4, những rào chắn quanh các tòa nhà chính phủ ở Harare đã bị dời đi, xe bọc thép nằm ngoài đường phố, và khu vực ngoại ô Borrowdale không còn an ninh nữa, nơi hầu hết các quan chức cấp cao đều có nhà riêng của họ. Mặc dù giao thông ở thành phố ít hơn, nhưng các hoạt động bình thường như trường học, văn phòng hành chính và doanh nghiệp đã trở lại bình thường. Bên ngoài Harare, bao gồm Bulawayo, thành phố lớn thứ hai của đất nước, đã có ít sự hiện diện của các lục lượng quân đội.